# Batalhão de Guarda (Áustria)
O Batalhão de Guarda (em alemão:  Gardebataillon) é uma unidade cerimonial das Forças Armadas Austríacas. O batalhão é uma das unidades militares mais importantes das forças armadas pois sua principal tarefa é representar a Áustria no país e no exterior. Ele está estacionado exclusivamente no Quartel Maria Teresa, em Viena.
A Guarda apoia o Presidente Federal, representantes do Governo Federal e autoridades públicas em suas obrigações protocolares, visitas de Estado e recepções de embaixadores estrangeiros ou Chefes do Estado-Maior Geral.

## História
O batalhão foi formado em 1º de março de 1935, como Batalhão de Guarda de Viena. Naquela época, sua sede ficava no Palácio Imperial de Hofburg, sendo dissolvido em 1938 após o Anschluss alemão. Além das funções cerimoniais, é uma unidade de infantaria cujas tarefas principais são escolta e proteção de objetos.
Em 1956, a unidade foi restaurada, inicialmente com o nome de Heereswachbataillon ("batalhão de guarda do exército"). Como terminologia militar, Wach- e Garde- são quase intercambiáveis em contextos da língua alemã. No entanto, Wach- está mais fortemente associado a funções de segurança cotidianas, enquanto Garde- tem conotações adicionais de deveres cerimoniais e/ou uma formação de elite. Desde então, sua sede fica no quartel Maria Teresa. Em 15 de maio de 1957, reassumiu seu nome original.

## Estrutura Regimental
- Corpo do Estado-Maior do QG
- Companhias de Guarda
  - Companhias do serviço ativo
    - 1ª Companhia do Serviço Ativo
    - 2ª Companhia do Serviço Ativo

  - Companhias da Guarda de Honra
    - 1ª Companhia da Guarda de Honra
    - 2ª Companhia da Guarda de Honra

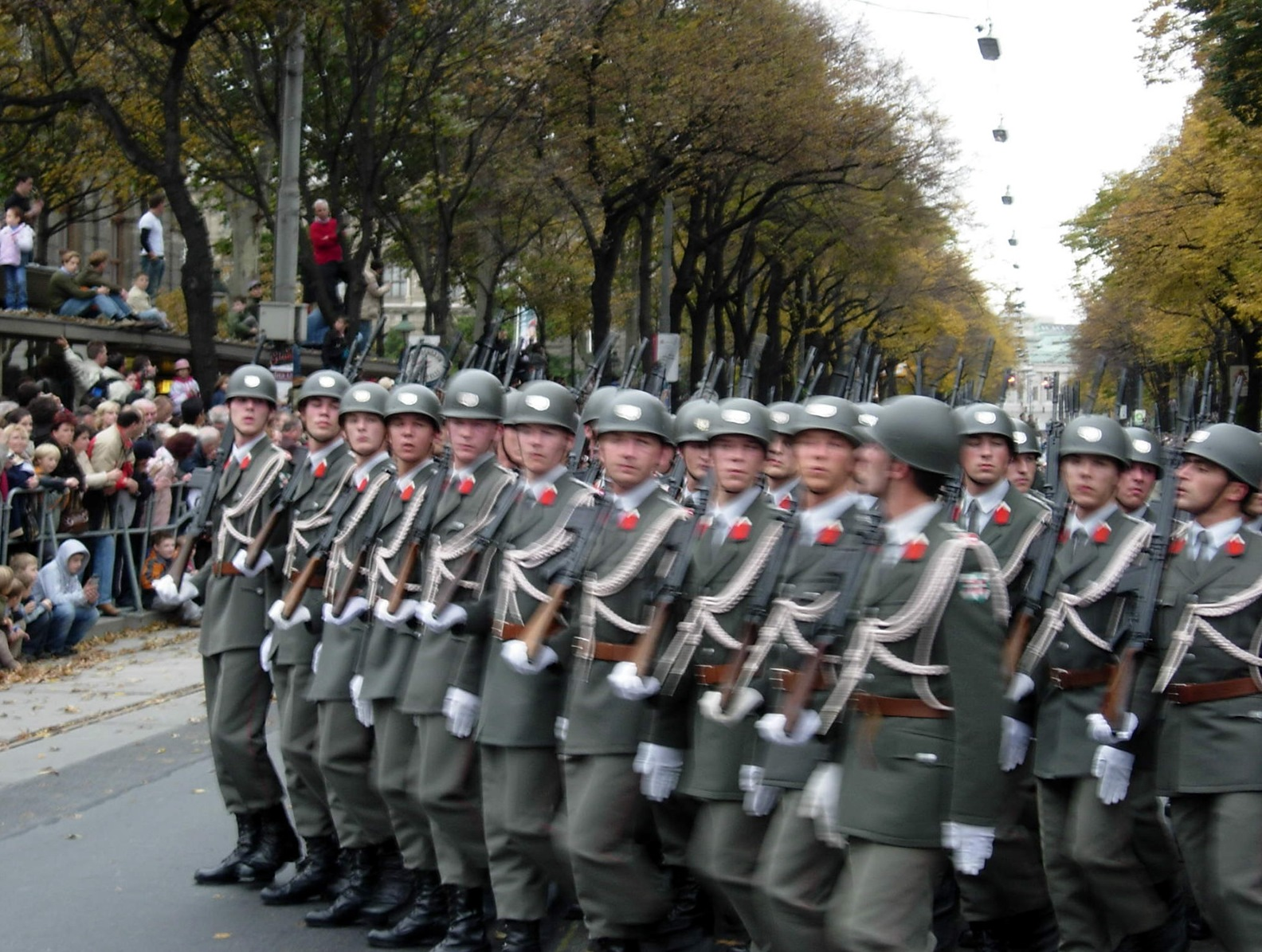
O Gardebataillon durante um desfile em Viena em 2005.

- Companha de Música da Guarda de Honra

## Uniforme

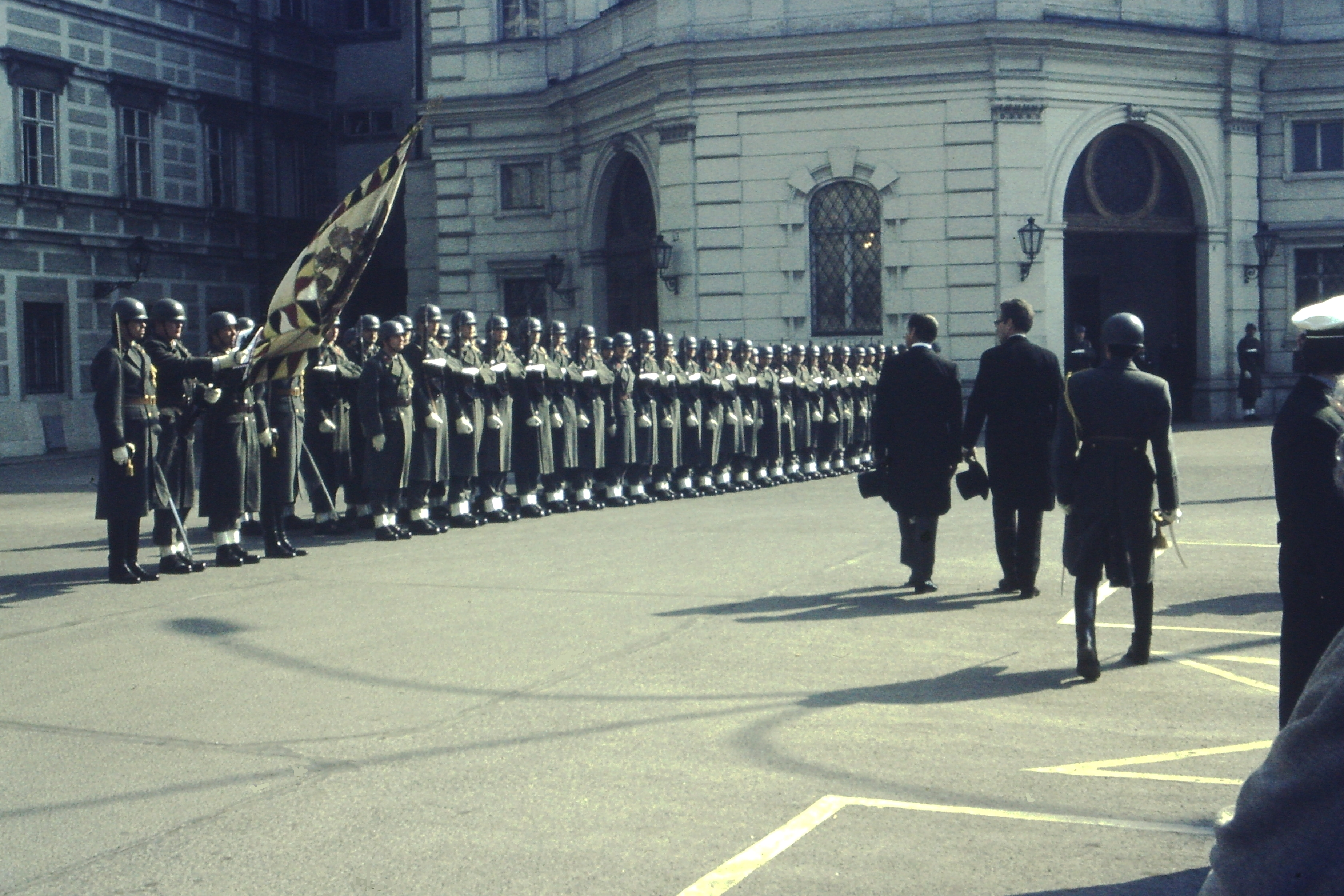
O batalhão assumindo posições do lado de fora do Gabinete Presidencial em março de 1980.

Seu uniforme é muito semelhante ao uniforme do <i>Wachbataillon</i> alemão. Os soldados da Guarda se distinguem pela boina vermelha e pelo colarinho branco. Além da boina, o uniforme do batalhão também inclui um capacete cerimonial, com o brasão da Áustria na frente. Em serviço cotidiano também se usa uma faixa no braço esquerdo com a palavra "Wacht".

## Propósito
Suas tarefas incluem a proteção de edifícios federais, como o Palácio Imperial de Hofburg e a Chancelaria Federal. O batalhão também fornece Guardas de Honra para realizar tarefas representativas, como credenciamentos de embaixadores, cerimônias de boas-vindas e desfiles. Dentre elas, a tarefa mais importante é prestar homenagens a altos dignitários nacionais e estrangeiros durante eventos de importância. O resultado dessa tarefa são as duas companhias de Guarda de Honra do batalhão. As companhias destacadas desempenham suas respectivas funções públicas em Viena, a capital nacional. O batalhão também aparece durante cerimônias de repatriação de soldados mortos que retornam do combate.

## Banda da Guarda de Viena

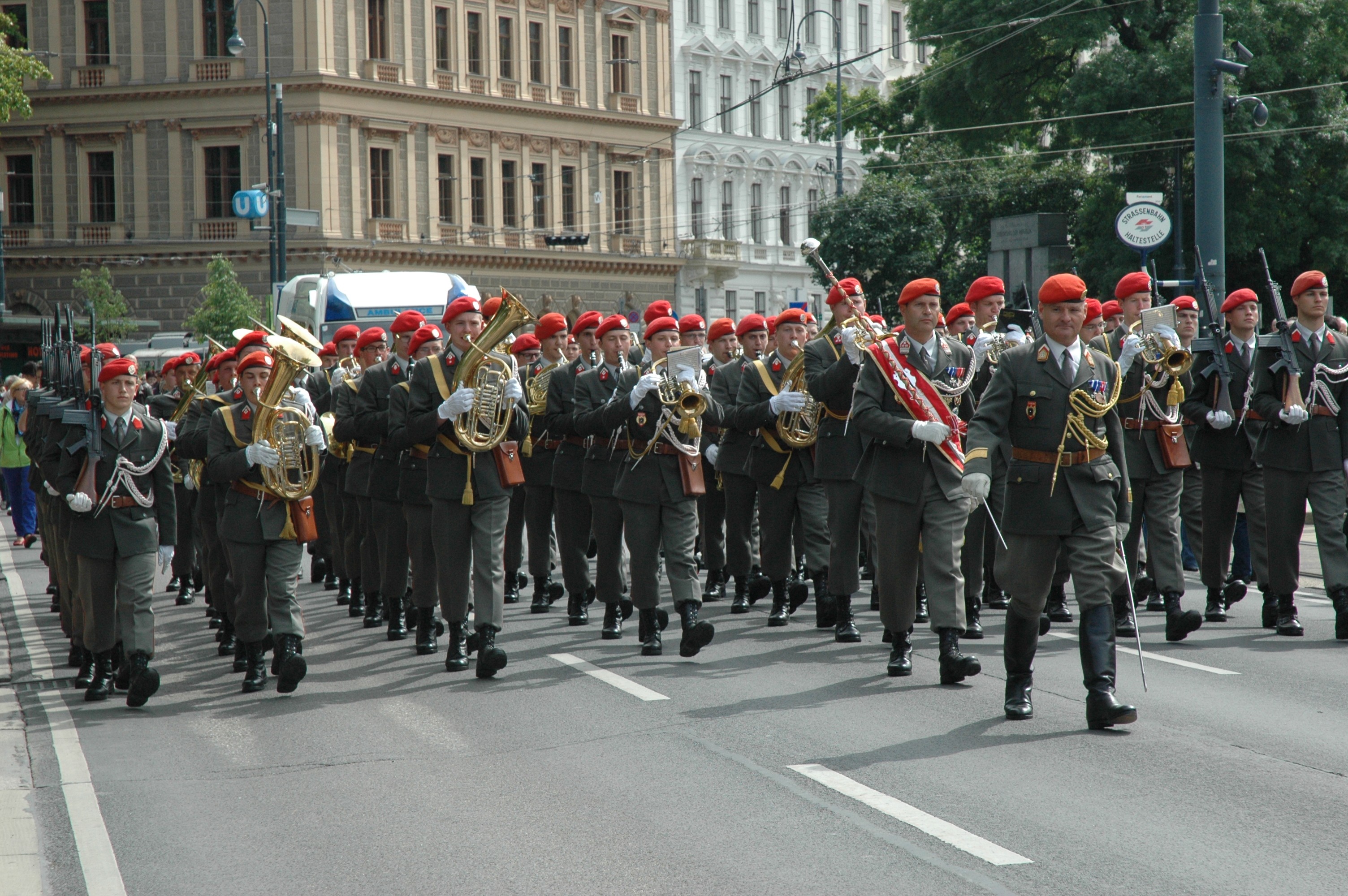
O Gardemusik no 34º Festival Austríaco de Música de Metais 2013 em Viena.

A Banda da Guarda de Viena (em alemão:  Gardemusik Wien) é uma das nove bandas militares da Áustria e é a banda regimental oficial do Gardebataillon, sendo composta por 60 músicos militares. Foi formada após a entrada em vigor do Tratado do Estado Austríaco, a banda foi formada a partir da banda do departamento de guarda de fronteira da Áustria. Ela fornece regularmente acompanhamento musical ao resto do batalhão. A unidade sempre compõe uma nova marcha militar durante uma posse presidencial em homenagem ao presidente eleito da Áustria (por exemplo, Alexander Van der Bellen em 2017). O atual comandante da Banda é Bernhard Heher.

### Batalhão de Guarda

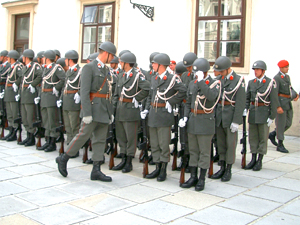
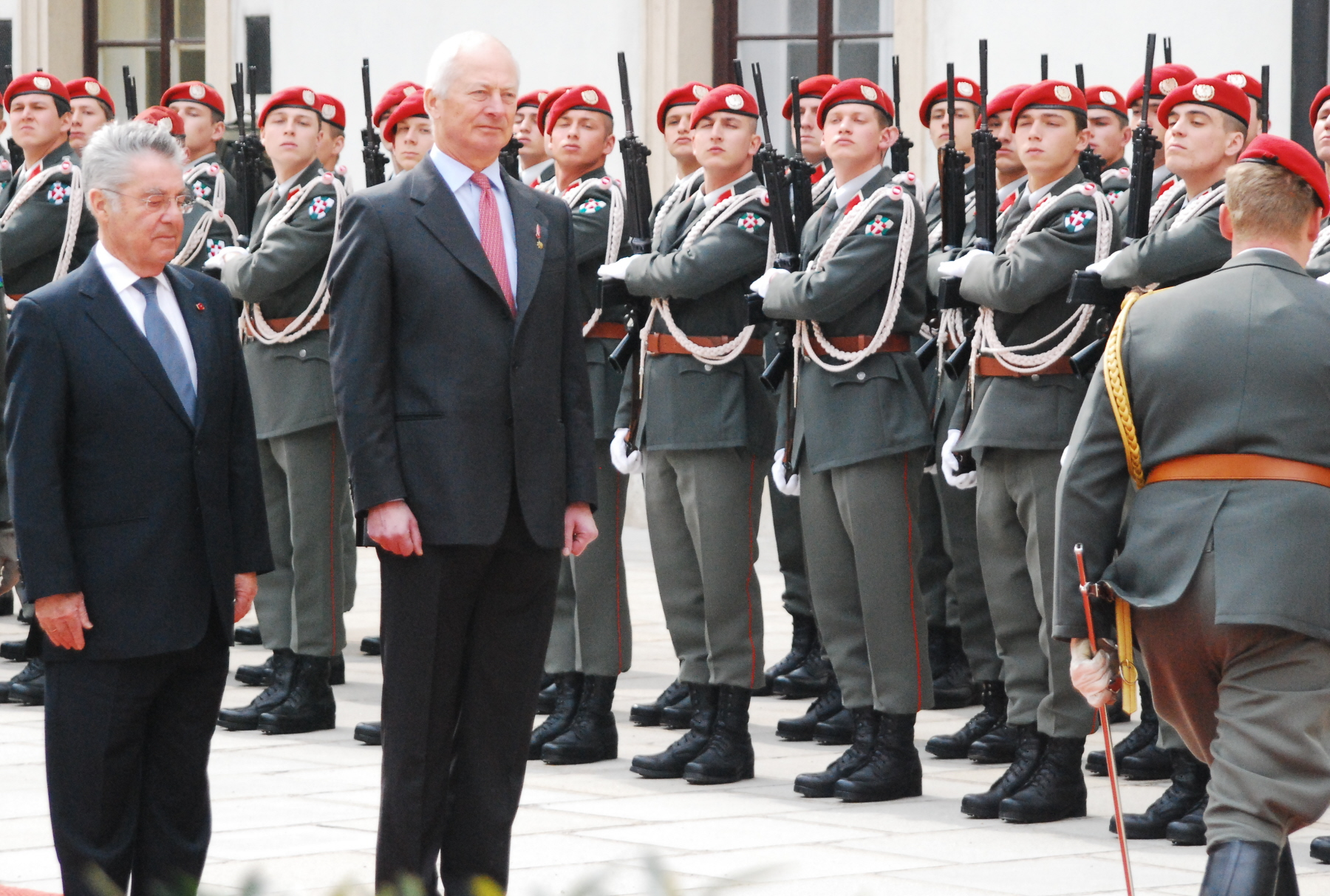

### Banda de Música

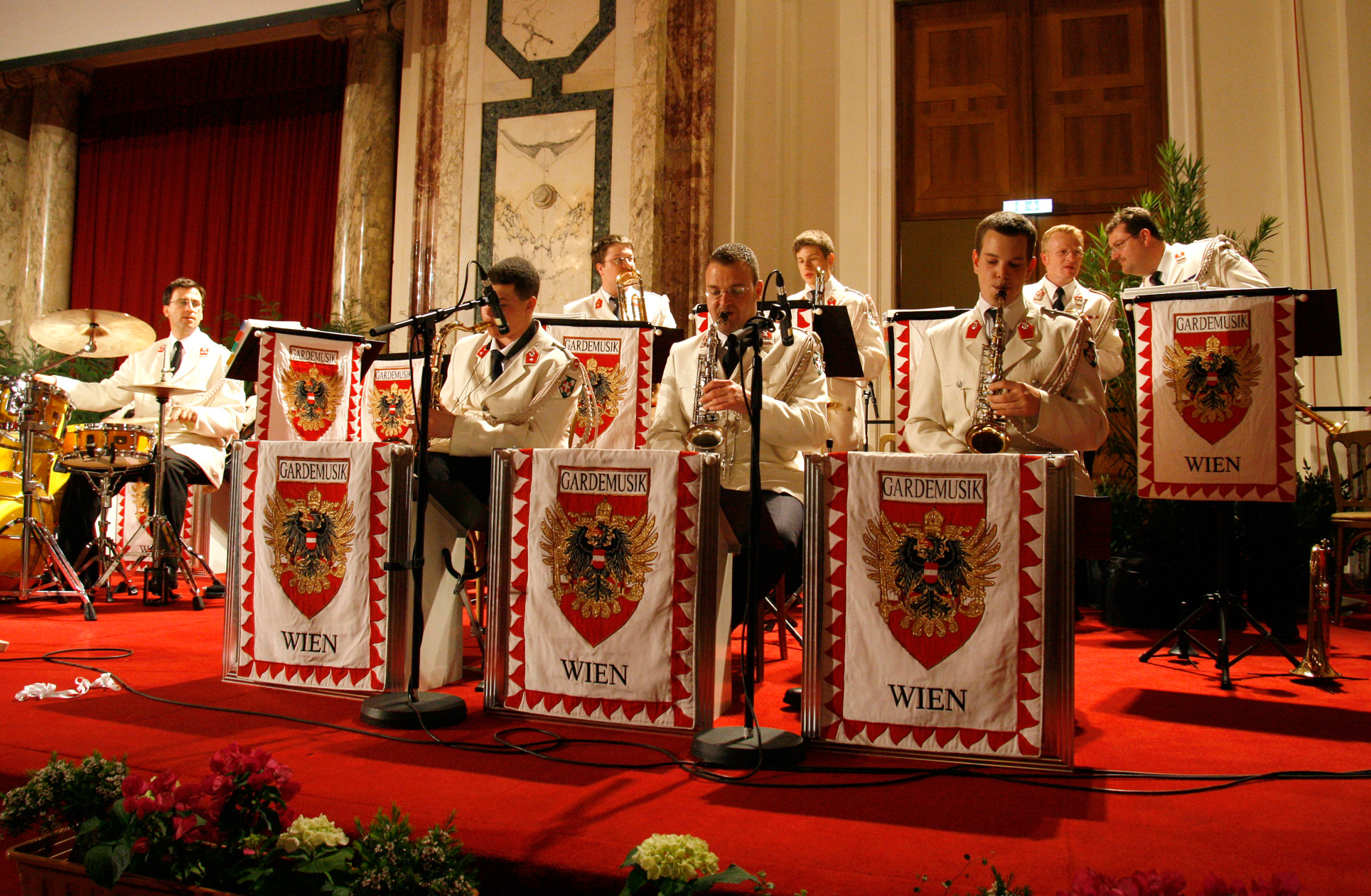
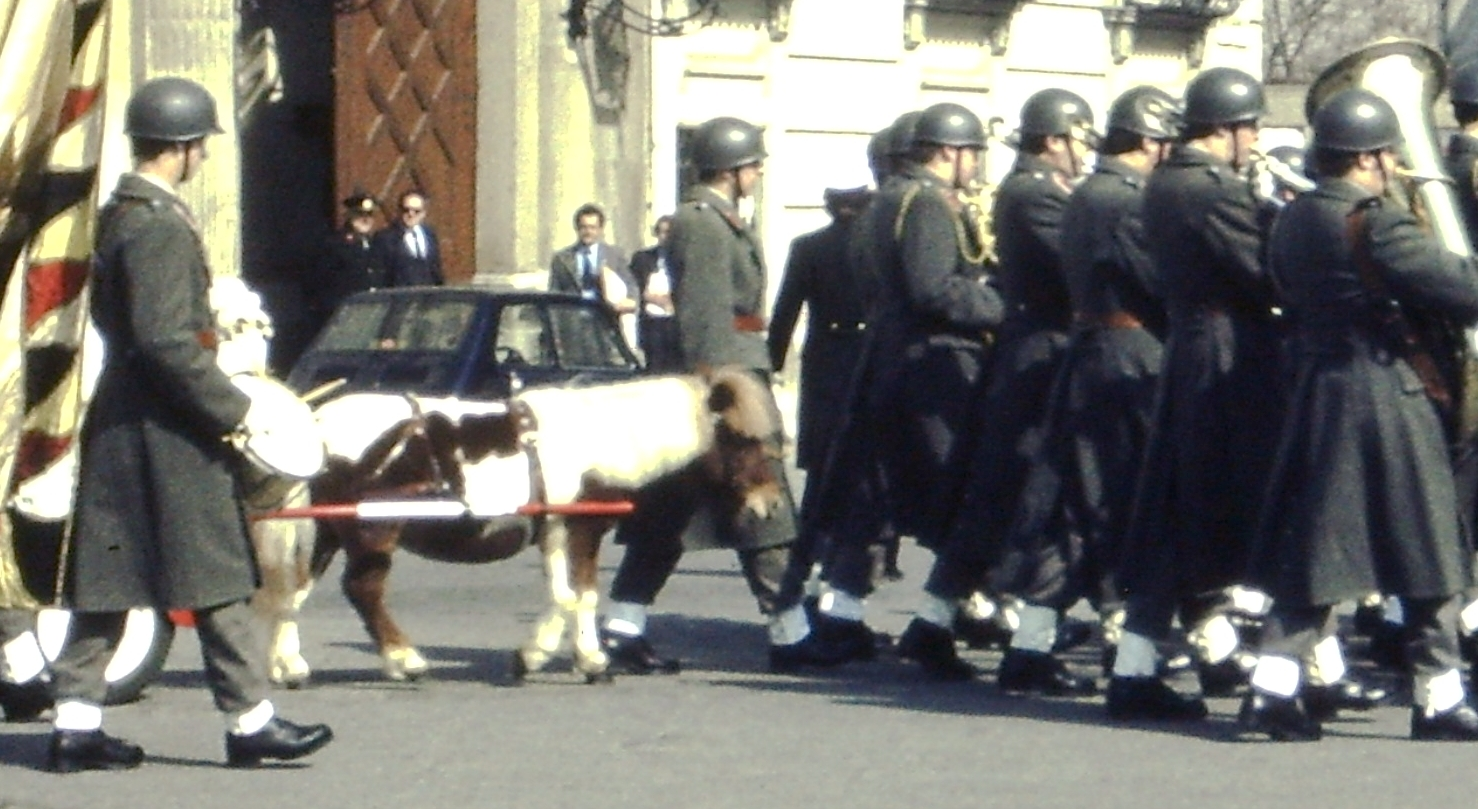
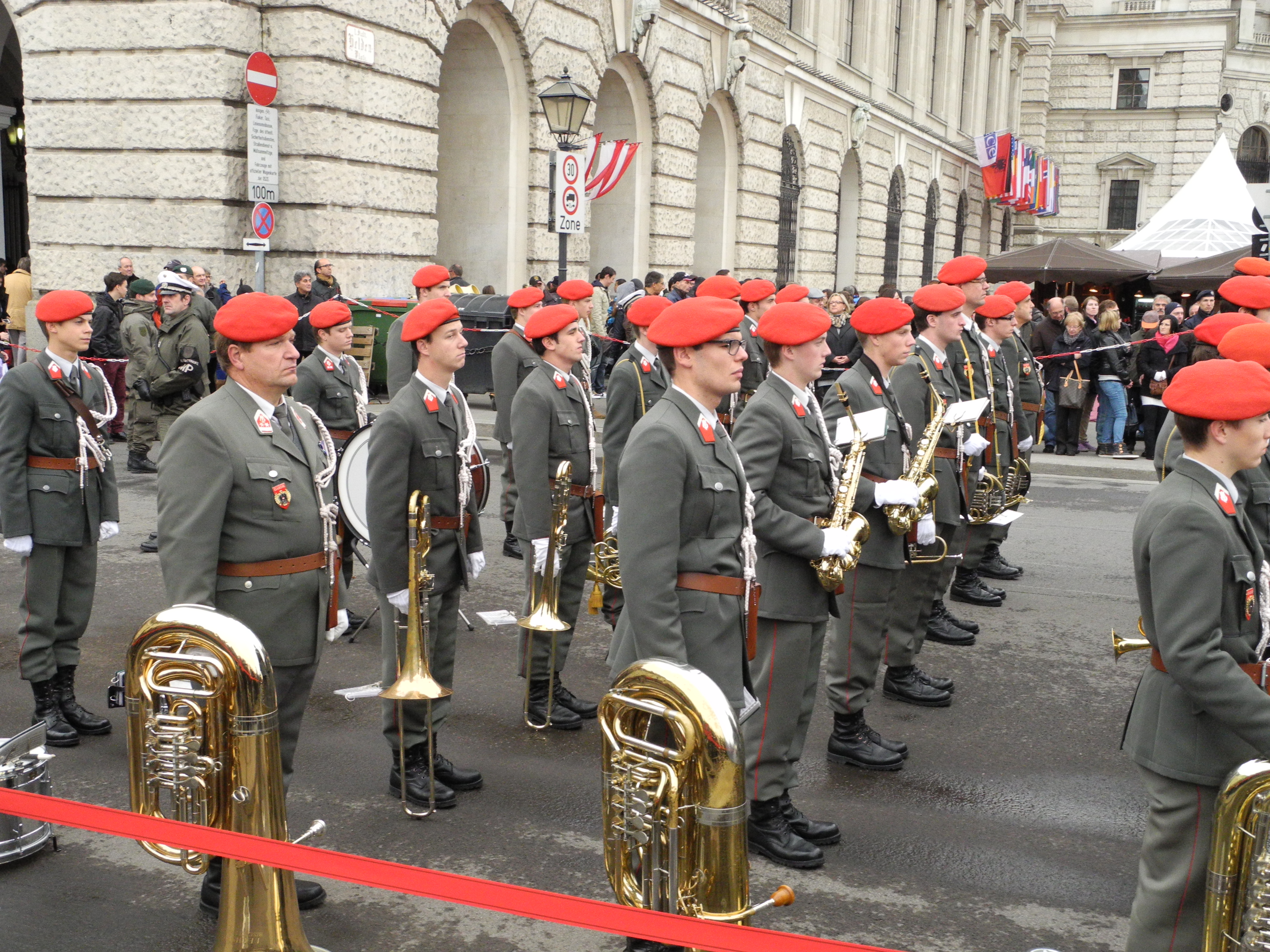
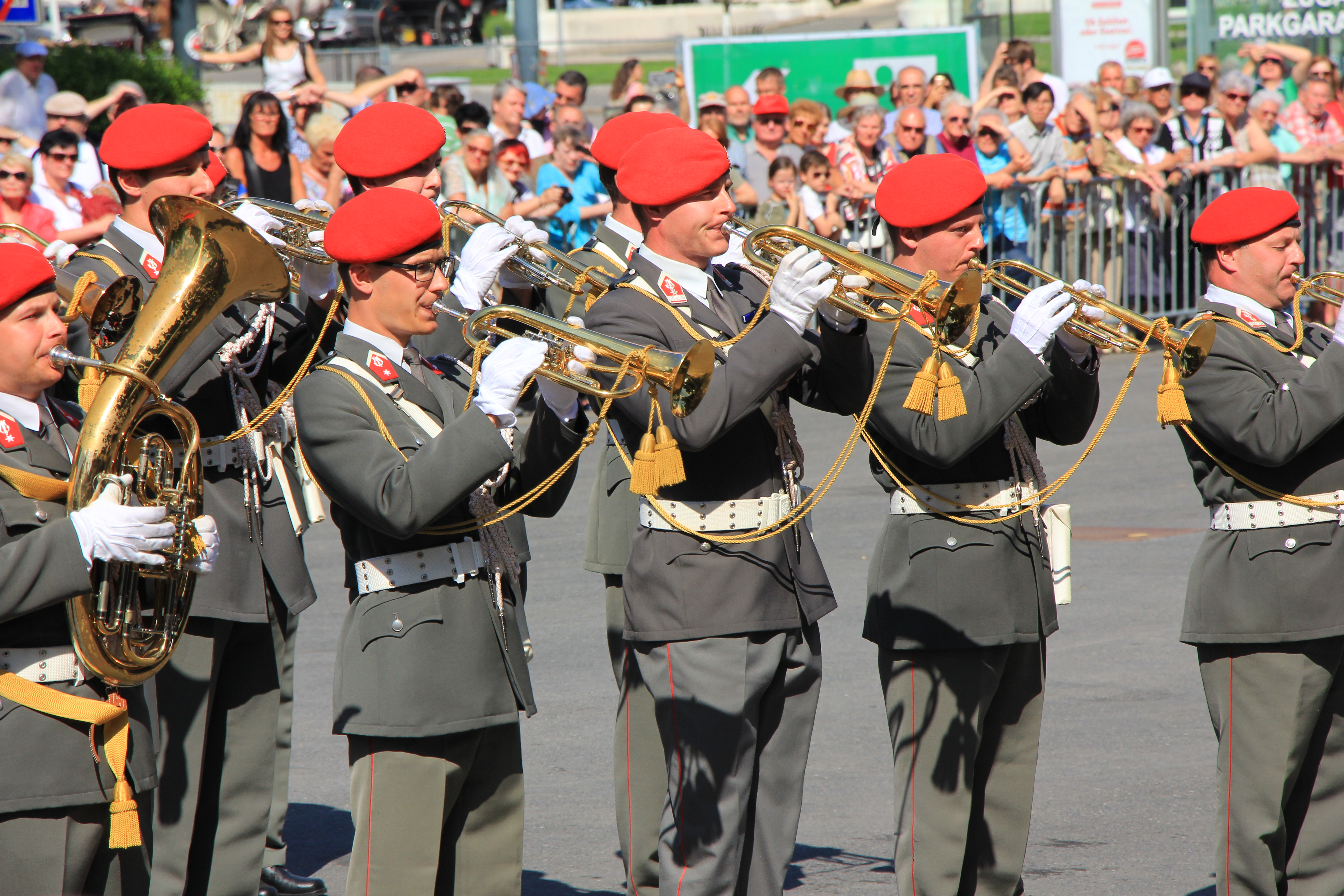